# Dorcadion tenuelineatum
Dorcadion tenuelineatum là một loài bọ cánh cứng trong họ Cerambycidae.